# 穆罕穆德·扎卡·阿什拉夫
乔杜里·穆罕穆德·扎卡·阿什拉夫（旁遮普語，1952年9月9日—）是一位巴基斯坦政治家和高管，曾任巴基斯坦農業發展銀行(ZTBL)總裁。 他于2011年10月15日被時任巴基斯坦总统阿西夫·阿里·扎爾達里任命为巴基斯坦板球委员会主席，并于2011年10月27日就任。 然而，2014年2月10日，巴基斯坦总理纳瓦兹·谢里夫解散了該委員會，解除了他的委員會主席职务。2012年8月，他当选为亚洲板球理事会发展委员会主席。

## 早年生活
自1970年以来，阿什拉夫一直与巴基斯坦人民党联系在一起，在佐勒菲卡爾·阿里·布托政府的领导下。在阿什拉夫上大学的时候，他就与未来的巴基斯坦總統阿西夫·阿里·扎爾達里发展了密切的关系，因为他们有相似的政治观点。
阿什拉夫是西帝公共學院和佩特羅軍事學院的的校友， 1973年，他在西帝公共學院毕业并获得学士学位。

## 人物事件
2013年5月28日，伊斯兰堡高等法院（IHC）阻止阿什拉夫担任巴基斯坦板球委员会主席，原因是巴基斯坦军队板球队的前教练恶意选举阿斯拉夫担任板球委员会主席。
从担任巴基斯坦板球委员会主席的请愿中得知，阿什拉夫当选为板球队主席是巴基斯坦军队板球队前教练的恶意行为。 此外，伊斯蘭堡高院以他的选举过程不透明为由禁止他履行职责。2013年6月24日，该案休庭，等待另行通知。2014年1月15日，法院恢复阿什拉夫担任巴基斯坦板球委员会主席一职。法院受理了由肖開提·阿茲·西迪基法官组成的伊斯蘭堡高院单一成员法官对该决定提出的法庭内上诉。2013年7月19日，法院宣布任命阿什拉夫为“非法”，并指示代理选举委员会主席納詹姆·塞提在90天内举行选举。

## 個人生活
他的侄女是現任巴基斯坦國民議會的議員澤布·查化，來自巴基斯坦穆斯林聯盟（謝里夫派）。